# DGML
Directed Graph Markup Language (DGML, язык разметки направленных графов) — это формат файла на основе XML для ориентированных графов.

## Описание
Вот как выглядит простой ориентированный граф с тремя узлами и двумя связями между ними.
```
<?xml version="1.0" encoding="utf-8"?>

<DirectedGraph
 
xmlns=
"http://schemas.microsoft.com/vs/2009/dgml"
>

  
<Nodes>

    
<Node
 
Id=
"a"
 
Label=
"a"
 
Size=
"10"
 
/>

    
<Node
 
Id=
"b"
 
Background=
"#FF008080"
 
Label=
"b"
 
/>

    
<Node
 
Id=
"c"
 
Label=
"c"
 
Start=
"2010-06-10"
 
/>

  
</Nodes>

  
<Links>

    
<Link
 
Source=
"a"
 
Target=
"b"
 
/>

    
<Link
 
Source=
"a"
 
Target=
"c"
 
/>

  
</Links>

  
<Properties>

    
<Property
 
Id=
"Background"
 
Label=
"Background"
 
DataType=
"Brush"
 
/>

    
<Property
 
Id=
"Label"
 
Label=
"Label"
 
DataType=
"String"
 
/>

    
<Property
 
Id=
"Size"
 
DataType=
"String"
 
/>

    
<Property
 
Id=
"Start"
 
DataType=
"DateTime"
 
/>

  
</Properties>

</DirectedGraph>

```

который выглядит так:

DGML позволяет не только описывать узлы и связи в графе, но и аннотировать эти узлы и связи любым определяемым пользователем свойством и/или категорией.